# Nintendo Power
Nota: este artigo refere-se à revista americana. Para o serviço de cartucho flash ROM exclusivo ao Japão para o Super Famicom e Game Boy, veja Nintendo Power (cartucho).
A revista Nintendo Power era uma revista mensal sobre notícias e estratégias sobre jogos de videogame antes publicado pela Nintendo. A partir da edição número #222 (dezembro de 2007), a Nintendo contratou a Future US para trabalhar na revista. A primeira edição da revista foi publicada em Julho/Agosto de 1988, dando atenção ao jogo Super Mario Bros. 2 lançado para NES. A Nintendo Power continua a ser uma das mais antigas revistas sobre videogames publicado nos Estados Unidos. A publicação impressa atingiu seu fim em dezembro de 2012.